# مسبك

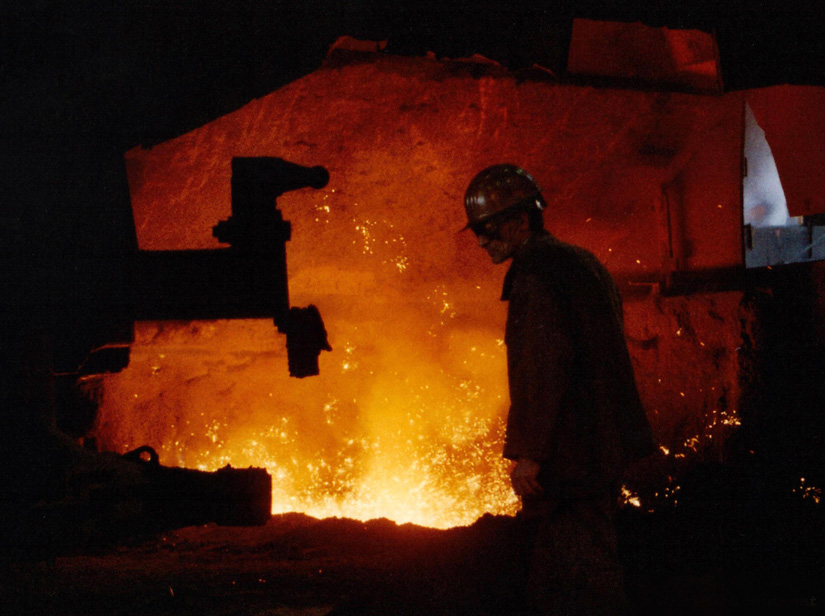
وهج من بوتقة مسبك

المسبك هو مصنع ينتج المسبوكات المعدنية التي تنتج سواء من الحديد أو من غير الحديد، يتم بالمسبك تحويل المعادن لأقسام عن طريق إذابتهم لسوائل التي يتم صبها في القوالب ثم تزال الشوائب وحالما يبرد السائل يكون قد تشكل على شكل القالب المصبوب فيه.

## اقرأ أيضا
صنع الأدوات المعدنية